# 15461 Johnbird
15461 Johnbird este un asteroid din centura principală de asteroizi.

## Descriere
15461 Johnbird este un asteroid din centura principală de asteroizi. A fost descoperit pe 27 decembrie 1998 la Stația Anderson Mesa în cadrul programului LONEOS. Asteroidul prezintă o orbită caracterizată de o semiaxă mare de 3,19 ua, o excentricitate de 0,12 și o înclinație de 13,4° în raport cu ecliptica.